# Klosterlangheim
Klosterlangheim è un ex comune bavarese, ora frazione della città di  Lichtenfels dell'Alta Franconia nel circondario di Lichtenfels. Il centro dell'abitato si trova a circa cinque chilometri da Lichtenfels e conta circa 380 abitanti.

## Storia
La località risale all'importante abbazia cistercense di Langheim, che fu fondata tra il 1132 e il 1133, e che fu chiusa nel 1803. I grossi edifici rimasti ricordano ancor oggi il convento, che durò ben 670 anni. 
Klosterlangheim si trova nella valle ove scorre il fiume Leuchsenbach. I monaci fecero erigere barriere di sicurezza contro le piene al di fuori della località come anche una galleria che conduceva l'acqua sotterraneamente attraverso il sistema dell'abbazia. Allevamenti di piscicultura esistevano nella parte superiore sud del Leuchsenbach come lungo il suo corso.
L'enorme complesso conventuale con la sua grande chiesa venne in parte distrutto da un incendio nel 1802. Dopo la secolarizzazione del 1803, i non più utilizzati edifici danneggiati furono venduti e durante la prima metà del XIX secolo, spianati.
Dell'ex complesso monastico sono rimasti la profanata Cappella di Caterina (XIII secolo), la cappella mortuaria (1625), parte del barocco convento vero e proprio, una piccola parte dell'abbazia barocca e altri edifici amministrativi.
Nel 1875 Langheim contava 284 abitanti e 77 edifici. La parrocchia cattolica titolare e la scuola si trovano nella vicina (2 chilometri) frazione di Mistelfeld.

### Comune di Langheim
A seguito del secondo editto bavarese sui comuni del maggio 1818, Langheim e Roth furono riuniti nel comune di Roth. A esso appartenevano anche gli isolati Bohnberg e Ziegengraben. Il 1º aprile 1951 fu formato il comune di Langheim con lo stesso e parti di Roth, che nel 1957 fu rinominato Klosterlangheim e il 1º luglio 1974 fu incorporato nella città di Lichtenfels.

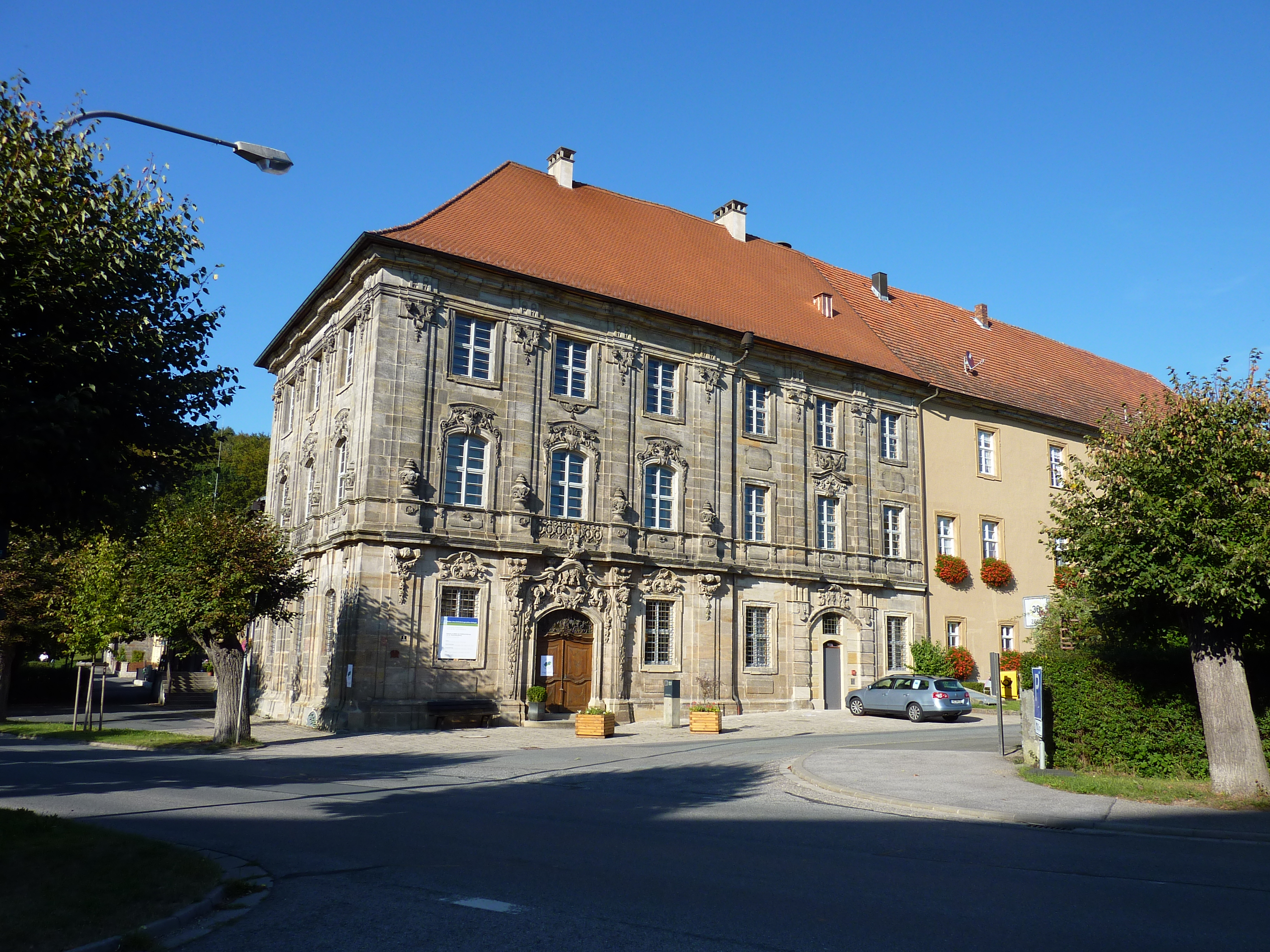
Parte del complesso abbaziale
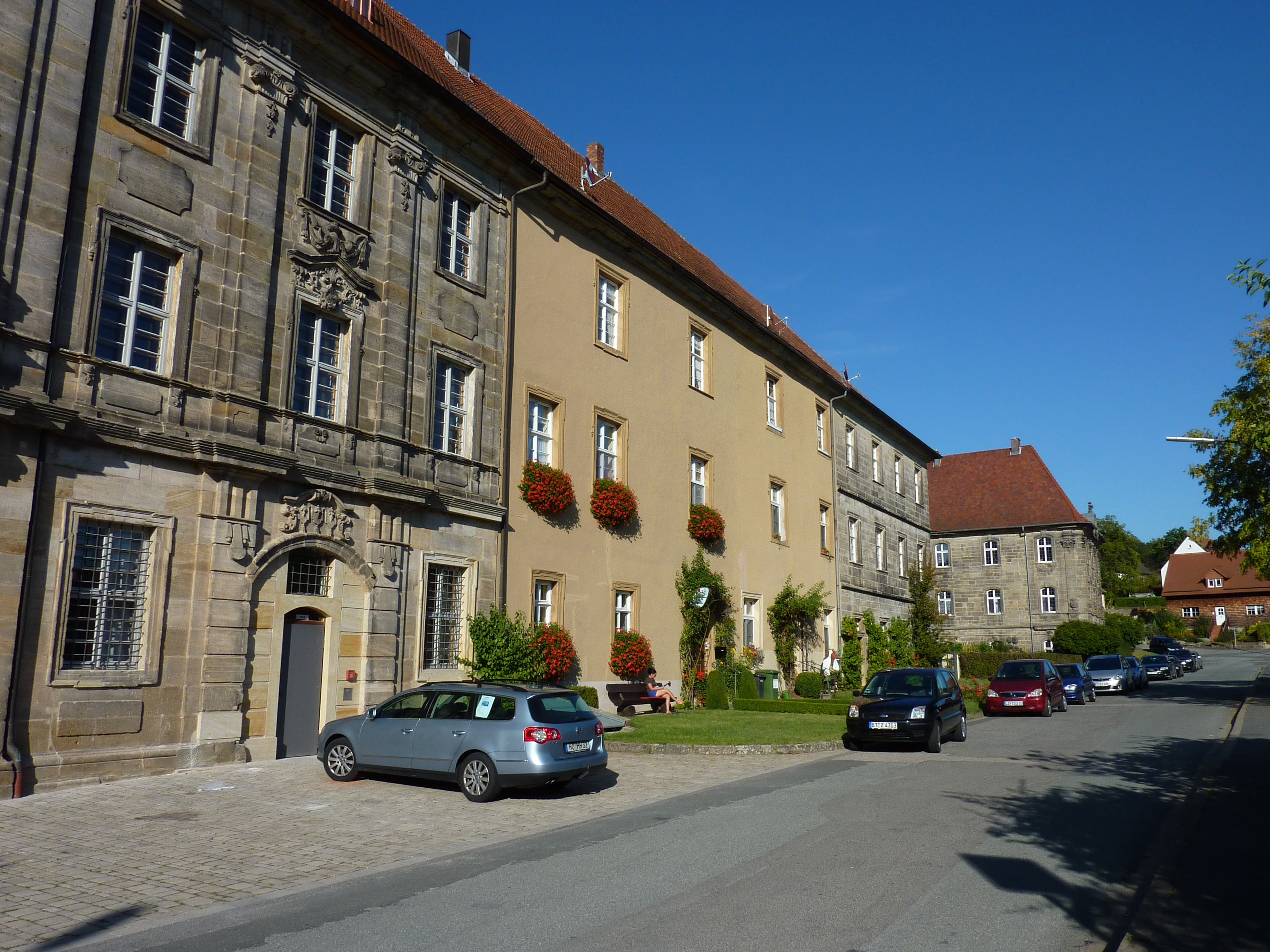
Straßenpartie
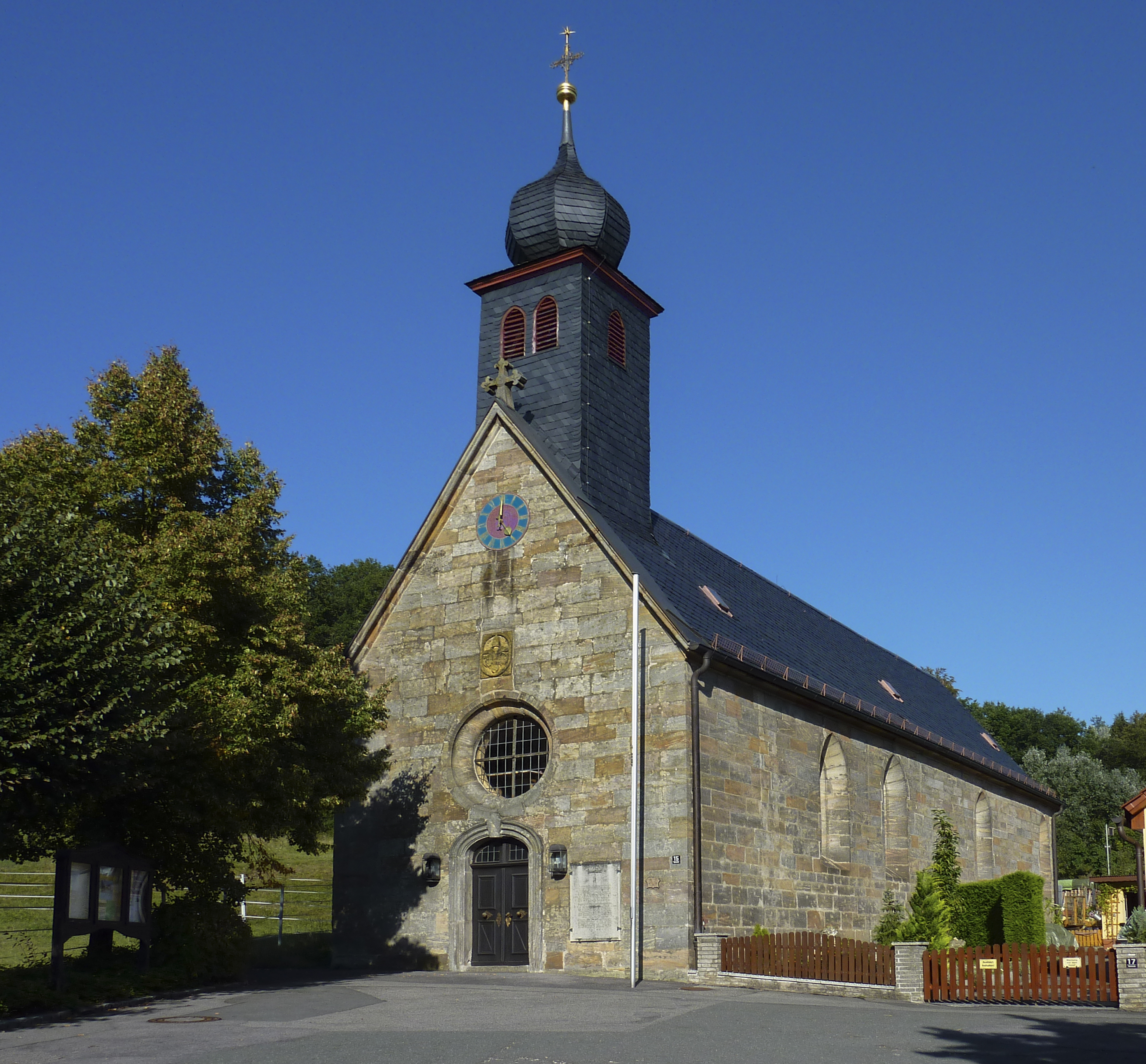
Chiesa di San Michele, originariamente cappella sepolcrale